# 勒纳克
勒纳克（法語：Renac，法語發音：[ʁənak]）是法国伊勒-维莱讷省的一个市镇，属于勒东区。

## 地理
勒纳克（47°43'11"N, 1°58'35"W）面积25.89 平方千米，位于法国布列塔尼大區伊勒-维莱讷省，该省份为法国西北部沿海省份，位于布列塔尼半岛东部，北濒大西洋，西接阿摩尔滨海省和莫尔比昂省，南至大西洋卢瓦尔省，西南端接曼恩-卢瓦尔省，东临马耶讷省，东北与芒什省接壤。
与勒纳克接壤的市镇（或旧市镇、城区）包括：圣瑞斯特、乌斯特河畔班、拉沙佩勒德布兰、朗贡、圣玛丽、阿夫河畔锡克斯特、阿韦萨克。

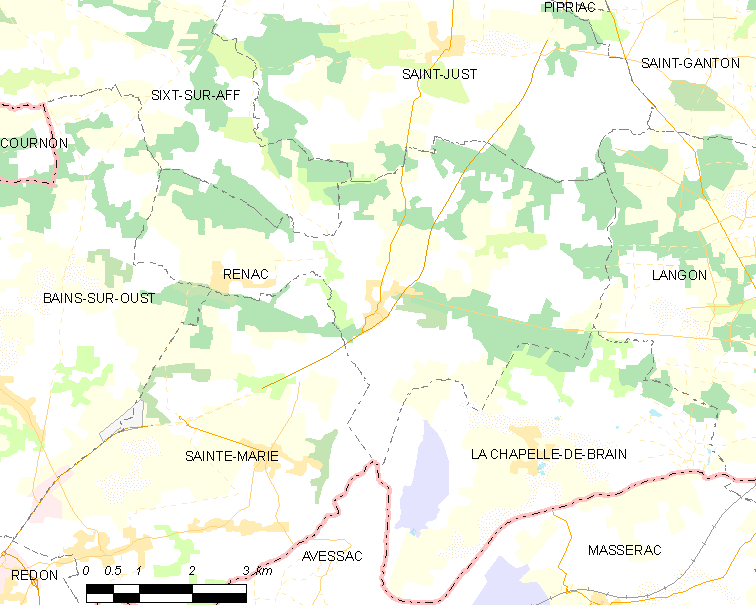
勒纳克的OSM定位图

勒纳克的时区为UTC+01:00、UTC+02:00（夏令时）。

## 行政
勒纳克的邮政编码为35660，INSEE市镇编码为35237。

## 政治
勒纳克所属的省级选区为勒东县。

## 人口

1962-2008年间勒纳克人口变化图示

勒纳克于2022年1月1日时的人口数量为1032人。